# 真己京子
真己 京子（まき きょうこ、10月15日 - ）は、日本の漫画家。愛知県出身。血液型はA型。

## 来歴・人物
2007年、「吉国くんのおとなりさん」で第59回小学館新人コミック大賞を受賞。同年、小学館の『ChuChu』3月号にて同作が掲載されデビュー。
以後『ChuChu』にて執筆していたが、2009年に同誌が休刊となった為、『Sho-Comi』へと移籍した。

## 作品一覧

### 連載作品
- まんが家というおシゴト（2008年『ChuChu』4月号〜2009年3月増刊号）
- ジョシコイ!（2008年『ChuChu』8月号〜10月号）
- わたくし、おブスはじめました。（2009年『ChuChu』9月号〜2010年2月号）
- 恋愛♥メンタリズム（監修：DaiGo、2012年『Sho-Comi』本誌24号〜2013年2号）
- ボカロTRIANGLE（2015年『Sho-Comi』1号〜3・4合併号）
- 漫画家あるある!? 私が出会った愛しの男女（エッセイ漫画、2016年『Sho-Comi』16号〜2017年2号）
- 夢見る♥ペンタブレット!!（ペンタブレットでのコミック製作の漫画、2017年『Sho-Comi』5号〜11号）
- 現場からはイジョ～ですっ!!!（2017年『Sho-Comi』15号〜23号）
- 紫式部はさからえない!（2017年『マンガワン』10月配信分〜2018年1月配信分）
- 女社長は専属運転手に溺愛されています（2018年『＆フラワー』30号〜2019年16号）※不定期連載
- ヤンキー鮫島、推し活はじめました（2022年『＆フラワー』47号〜2023年32号）※不定期連載

### 読み切り作品
- 吉国くんのおとなりさん（2007年『ChuChu』3月号）
- ラブリー!（2007年『ChuChu』7月号）
- エリカ様、一番です!（2008年『ChuChu』5月号・別冊付録）
- あの夏のものがたり あなたの体験した怖〜い話（2007年『ChuChu』8月号・別冊付録）
- BOYSブラボー!（2007年『ちゃおDX』秋の増刊号）
- レンアイ♥理想系（2008年『ChuChu』3月号）
- ファラオに恋して!（2009年『ChuChu』3･4月合併号・別冊付録）
- マニアック♥ラブ（2010年『Sho-Comi』増刊4月15日号）
- その口唇でいって（2010年『Sho-Comi』増刊6月15日号）
- 3年目のファーストキス（2010年『Sho-Comi』増刊12月15日号）
- 触れない指先（2011年『Sho-Comi』増刊2月14日号）
- 武士メン!（2011年『Sho-Comi』本誌5号）
- ギャル舞妓（2011年『Sho-Comi』増刊6月15日号）
- 願いは君の手の中に（2011年『Sho-Comi』本誌12号・別冊付録）
- 先生と、恋をする（2011年『Sho-Comi』増刊10月15日号）
- いとしのマサムネ様（2011年『Sho-Comi』増刊12月15日号）
- 虜にしちゃっていいですか!?（2012年『Sho-Comi』増刊2月14日号）
- 恋の撮り方教えます♥（2012年『Sho-Comi』増刊4月15日号）
- 僕のカノジョは腐女子です。（2012年『Sho-Comi』本誌9号）
- なんてキレイな瑞希ちゃん!（2012年『Sho-Comi』本誌12号・別冊付録）
- カレシ♥弟（2012年『Sho-Comi』増刊8月15日号）
- 元カレとラブホにお泊まりすることになりました。（『初めてのお泊り』描きおろし作品）
- 王子様には秘密が多い。（2012年『Sho-Comi』増刊10月15日号）
- ボンビーJK（2014年『Sho-Comi』増刊6月15日号）
- モテない理由が多すぎる!!!!!（2013年『Sho-Comi』本誌19号 / 増刊12月15日号）※読み切りシリーズ
- あたしを好きってマジですか!?（2013年『Sho-Comi』増刊8月15日号）
- ちびとぽっちゃりで恋愛してますけど、何か？（2013年『Sho-Comi』9号）
- 部活カレシ（2014年『Sho-Comi』本誌16号 / 増刊10月15日号 / 増刊12月15日号）※読み切りシリーズ
- 既読スルー（2015年『ちゃおＤＸ』7月号増刊）
- フォトブック「2.5次元男子」撮影現場レポート（2015年『Sho-Comi』本誌22号）
- 花こい、ひらり（2015年『Sho-Comi』本誌23号）
- 猫耳ダンナ様と結婚しました（2016年『Sho-Comi』本誌14号）
- オタク男子が理想の王子様に変身した件について（＞ｏ＜）／（2016年『Sho-Comi』増刊4月15日号）
- 先生とアタシは秘密の恋に溺れる（2016年『Sho-Comi』増刊6月15日号）
- 夏、君とスキャンダル（2016年『Sho-Comi』増刊8月15日号）
- 赤ちゃん・できちゃいました（2016年『Sho-Comi』増刊10月15日号）
- オオカミ王子、恋をする!!（2016年『Sho-Comi』増刊12月15日号）
- 王子がわたしを好きすぎる！（2017年『Sho-Comi』増刊6月15日号）
- イジワル僧侶はキスしてくれない（2017年『Sho-Comi』増刊8月15日号）
- 現場からはイジョ～ですっ!!!（2017年『Sho-Comi』本誌23号）
- 初恋アンドロイド（2018年『Sho-Comi』増刊6月15日号）
- 初めてのカレシは、16歳の先生でした（2018年『Sho-Comi』増刊10月15日号）
- 毒の王と、花嫁の蜜（2019年『Sho-Comi』増刊2月14日号）
- 転生したらとらわれの姫でしたがラスボス魔王に溺愛されています。（『＆フラワー』2019年増刊初夏号）

## 刊行作品

### ちゅちゅコミックス
- ジョシコイ!
- わたくし、おブスはじめました。

### フラワーコミックス
- 恋愛♥メンタリズム
- モテない理由が多すぎる!!!!!
- 部活カレシ
- ボカロTRIANGLE
- 紫式部はさからえない!

### オムニバス作品
- 女装男子はいかがですか?
  - 「秘密のカオルちゃん」収録
- 初めてのお泊り
  - 「元カレとラブホにお泊まりすることになりました。」収録
- チューしちゃった!?…トモダチと!
  - 「おの口唇でいって」収録
- 大好きなカレとハジメテの×××
  - 「虜にしちゃっていいですか!?」収録
- 幼なじみはドS男子!
  - 「S彼リベンジ～今日から私にひざまずけ～」収録
- 衝撃告白!私たちの心霊体験
  - 「既読スルー」収録
- あやかし恋物語
  - 「初恋アンドロイド」収録
- ケダモノ男子に溺愛される恋
  - 「オオカミ王子、恋をする!!」収録